# David di Donatello 1981
La 26a edició dels premis David di Donatello, concedits per l'Acadèmia del Cinema Italià va tenir lloc el 26 de setembre de 1981 al Teatro dell'Opera di Roma. El premi consistia en una estatueta dissenyada per Bulgari.

## Guanyadors

### Millor pel·lícula
- Ricomincio da tre, dirigit per Massimo Troisi
- Tre fratelli, dirigit per Francesco Rosi
- Passione d'amore, dirigit per Ettore Scola

### Millor director
- Francesco Rosi - Tre fratelli
- Luigi Comencini - Voltati Eugenio
- Ettore Scola - Passione d'amore

### Millor argument
- Tonino Guerra í Francesco Rosi - Tre fratelli
- Ruggero Maccari i Ettore Scola - Passione d'amore
- Massimo Troisi i Anna Pavignano - Ricomincio da tre

### Millor productor
- Franco Committeri - Passione d'amore
- Gianni Minervini i Antonio Avati - Aiutami a sognare
- Fulvio Lucisano i Mauro Berardi - Ricomincio da tre

### Millor actriu
- Mariangela Melato - Aiutami a sognare
- Valeria D'Obici - Passione d'amore
- Elena Fabrizi - Bianco, rosso e Verdone

### Millor actor
- Massimo Troisi - Ricomincio da tre
- Michele Placido - Fontamara
- Carlo Verdone - Bianco, rosso e Verdone

### Millor actriu no protagonista
- Maddalena Crippa - Tre fratelli[4]
- Ida Di Benedetto - Camera d'albergo[5]
- Laura Antonelli - Passione d'amore

### Millor actor no protagonista
- Charles Vanel - Tre fratelli
- Bruno Ganz - La storia vera della signora dalle camelie
- Néstor Garay - Camera d'albergo

### Millor músic
- Fiorenzo Carpi - Voltati Eugenio
- Ennio Morricone - Bianco, rosso e Verdone
- Piero Piccioni - Tre fratelli
- Riz Ortolani - Aiutami a sognare

### Millor fotografia
- Pasqualino De Santis - Tre fratelli
- Tonino Delli Colli - Camera d'albergo
- Ennio Guarnieri - La storia vera della signora dalle camelie

### Millor escenografia
- Mario Garbuglia - La storia vera della signora dalle camelie
- Andrea Crisanti - Tre fratelli
- Luigi Scaccianoce - Fontamara

### Millor vestuari
- Piero Tosi - La storia vera della signora dalle camelie
- Gabriella Pescucci - Tre fratelli
- Luciano Calosso - Fontamara

### Millor muntatge
- Ruggero Mastroianni - Camera d'albergo
- Nino Baragli - Bianco, rosso e Verdone
- Enzo Meniconi - La baraonda

### Millor actriu estrangera
- Catherine Deneuve – Le Dernier métrò (Le dernier métro)
- Vera Pap - Angi Vera
- Susan Sarandon - Atlantic City

### Millor actor estranger
- Burt Lancaster - Atlantic City
- Robert De Niro - Toro salvatge (Raging Bull)
- Gérard Depardieu - El meu oncle d'Amèrica (Mon oncle d'Amérique)

### Millor director estranger
- Akira Kurosawa - Kagemusha (影武者 - Kagemusha)
- Pál Gábor - Angi Vera
- Martin Scorsese - Toro salvatge (Raging Bull)

### Millor guió estranger
- Jean Gruault - El meu oncle d'Amèrica (Mon oncle d'Amérique)
- Bruce Beresford - Breaker Morant ('Breaker' Morant)
- Pál Gábor - Angi Vera
- András Kovács - A ménesgazda

### Millor pel·lícula estrangera
- No atorgat

### David Europeu
- Krzysztof Zanussi

### David Luchino Visconti
- François Truffaut, pel conjunt de la seva tasca com a director i crític cinematogràfic.